# Svibno
Svibno – wieś w Słowenii, w gminie Radeče. W 2018 roku liczyła 164 mieszkańców.